# Ciclotimia
In psichiatria e psicologia clinica la ciclotimia (detta anche disturbo ciclotimico o disturbo bipolare di tipo ciclotimico) è un disturbo dell'umore, caratterizzato da periodi alternanti di depressione e di ipomania. Per parlare di ciclotimia, l'alternanza dei due stati deve protrarsi per almeno due anni. Talvolta ci sono dei periodi di normalità, in cui l'umore è stabile, che non durano però per più di due mesi.
L'individuo ciclotimico soffre dunque l'alternarsi di periodi di iperattività, creatività e spirito di iniziativa, con periodi di ipersonnia, apatia, lentezza di riflessi e difficoltà nella concentrazione. Normalmente durante le fasi di ipomania il soggetto intraprende progetti anche grandiosi affrontati con grande entusiasmo per poi essere abbandonati appena sopraggiunge la fase depressiva.
Tuttavia i sintomi dell'ipomania e della depressione non sono mai così gravi da compromettere gravemente la vita sociale e lavorativa dell'individuo. La ciclotimia è dunque una forma meno invalidante del disturbo bipolare: l'ipomania non raggiunge i livelli della vera mania, e più che di depressione si può parlare di distimia.

## Diagnosi differenziale
Questo disturbo è comune nei parenti di pazienti con disturbo bipolare e alcuni individui possono sviluppare loro stessi la patologia. Può permanere sino all'età adulta, cessare temporaneamente e permanentemente, o svilupparsi in disturbo dell'umore più grave sino a raggiungere i criteri del disordine bipolare o di episodi di depressione.

## Sintomi
Fase distimica
Spesso si riscontrano i seguenti sintomi: difficoltà di prendere decisioni; problemi di concentrazione; disturbi di memoria; senso di colpa; ipercriticità; scarsa stima di sé stessi; pessimismo; pensieri auto-lesionisti; sentirsi spesso triste; apatia; disperazione; impotenza; irritabilità; irascibilità; demotivazione; ritiro dalla vita sociale; modifiche dell'appetito; caduta del desiderio sessuale; affaticamento o insonnia .
Fase euforica

I sintomi più frequenti sono: inusuale euforia e buon umore; eccesso di ottimismo; sovrastima di sé stessi; scarsa capacità di giudizio; accelerazione della parola e del pensiero; comportamenti aggressivi e ostili; poco interesse verso gli altri; agitazione; iperattività fisica; comportamenti rischiosi; spese folli; esibizionismo; aumentata energia sessuale; diminuzione della necessità di dormire; facilità alla disattenzione; difficoltà di concentrazione .

## Criteri diagnostici

### DSM-IV-TR
- Per almeno due anni (uno nei bambini e negli adolescenti), il paziente non ha sofferto sintomi sufficienti che indichino possa avere sia un disturbo bipolare (I o II) oppure la depressione.
- I sintomi devono presentarsi per almeno due anni, con periodi di ipomania e periodi di umore depresso che non soddisfano i criteri della depressione maggiore.
- Il periodo più lungo che vede il paziente in buona salute, privo di sintomi è di due mesi.
- Se in base ai sintomi, il disturbo non può essere descritto meglio come disturbo schizoaffettivo, e se non si sovrappone alla schizofrenia, al disturbo schizofreniforme, al disturbo delirante oppure a un disturbo psicotico non specificabile in altro modo.
- I sintomi non devono essere secondari ad una patologia o condizione medica né derivare dall'uso di alcuna sostanza come farmaci, siano essi farmaci etici o da banco.
- I sintomi causano al paziente disagio significativo, influendo sul lavoro e sulle attività sociali o personali.
- Una persona con questo disturbo può avere picchi euforici, e dormire meno tempo. Questo periodo ipomaniaco può essere seguito da un grave cambiamento d'umore che porta ad episodi depressivi importanti.

### ICD-10
Uno stato d'animo persistentemente instabile, che coinvolge diversi periodi di depressione lieve e lieve euforia, nessuno dei quali sufficientemente grave o prolungato da soddisfare i criteri per il disturbo bipolare e il disturbo depressivo ricorrente. Questa instabilità si sviluppa di solito nella tarda adolescenza e segue un decorso cronico. Sbalzi d'umore vengono di solito percepiti dall'individuo in quanto sono estranei agli eventi della vita. La diagnosi è difficile da formulare senza un prolungato periodo di osservazione. Poiché i cambiamenti d'umore sono relativamente lievi e gli episodi di alzamento dell'umore sono piacevoli, la ciclotimia spesso non riesce a ricevere cure mediche.

## Trattamento farmacologico
Nell'ambito del trattamento farmacologico può essere considerato il ricorso ai seguenti farmaci o classi di farmaci:
- litio, uno stabilizzante d'umore.
- anticonvulsivanti (es. Acido valproico e lamotrigina).
- Quetiapina e antipsicotici atipici
- Clonazepam.

### Psicoterapia
- Psicoterapia
- Psicoterapia cognitivo-comportamentale
- Terapia comportamentale